# Rivas (departement)

Rivas läge i Nicaragua

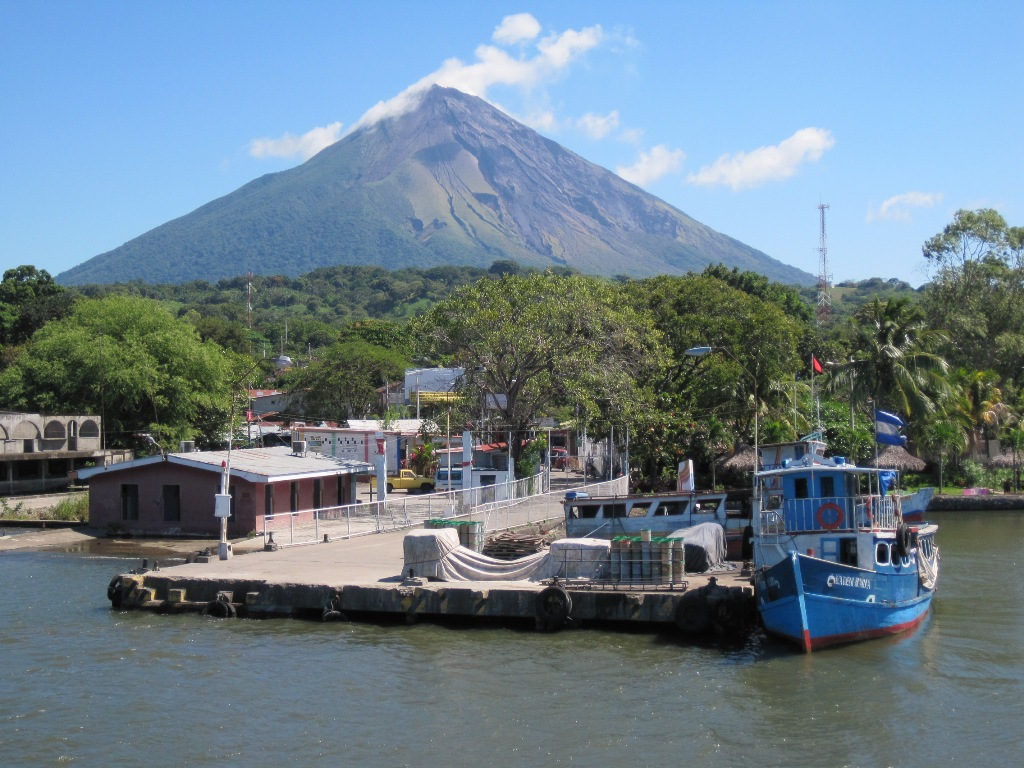
Hamnen i Moyogalpa med vulkanen Concepción i bakgrunden.

Rivas är ett av femton departement i Nicaragua. Rivas mark består av 2 155 km² och vid senaste folkmätningen 2005 hade departementet 166 900 invånare. Departementets huvudstad är staden med samma namn, Rivas. 
Rivas är känt för sin bördiga jord och vackra stränder. Det finns många planteringar med varor som sockerrör, kokbanan, tobak och andra odlingar. Åt öster gränsar man till Nicaraguasjön, i nord till departementen Grenada och Carazo, i väst till Stilla havet och i syd till Costa Rica och departementet Rio San Juan. En liten fiskarby, som heter San Juan del Sur har blivit en populär turistattraktion på grund av de fina stränderna i området. En annan dragmagnet är vulkanön Ometepe i Nicaraguasjön, som har två höga vulkaner.

## Kommuner
Departementet har tio kommuner (municipios):
1. Altagracia
2. Belén
3. Buenos Aires
4. Cárdenas
5. Moyogalpa
6. Potosí
7. Rivas
8. San Jorge
9. San Juan del Sur
10. Tola